# Evangelische Kirche (Romrod)

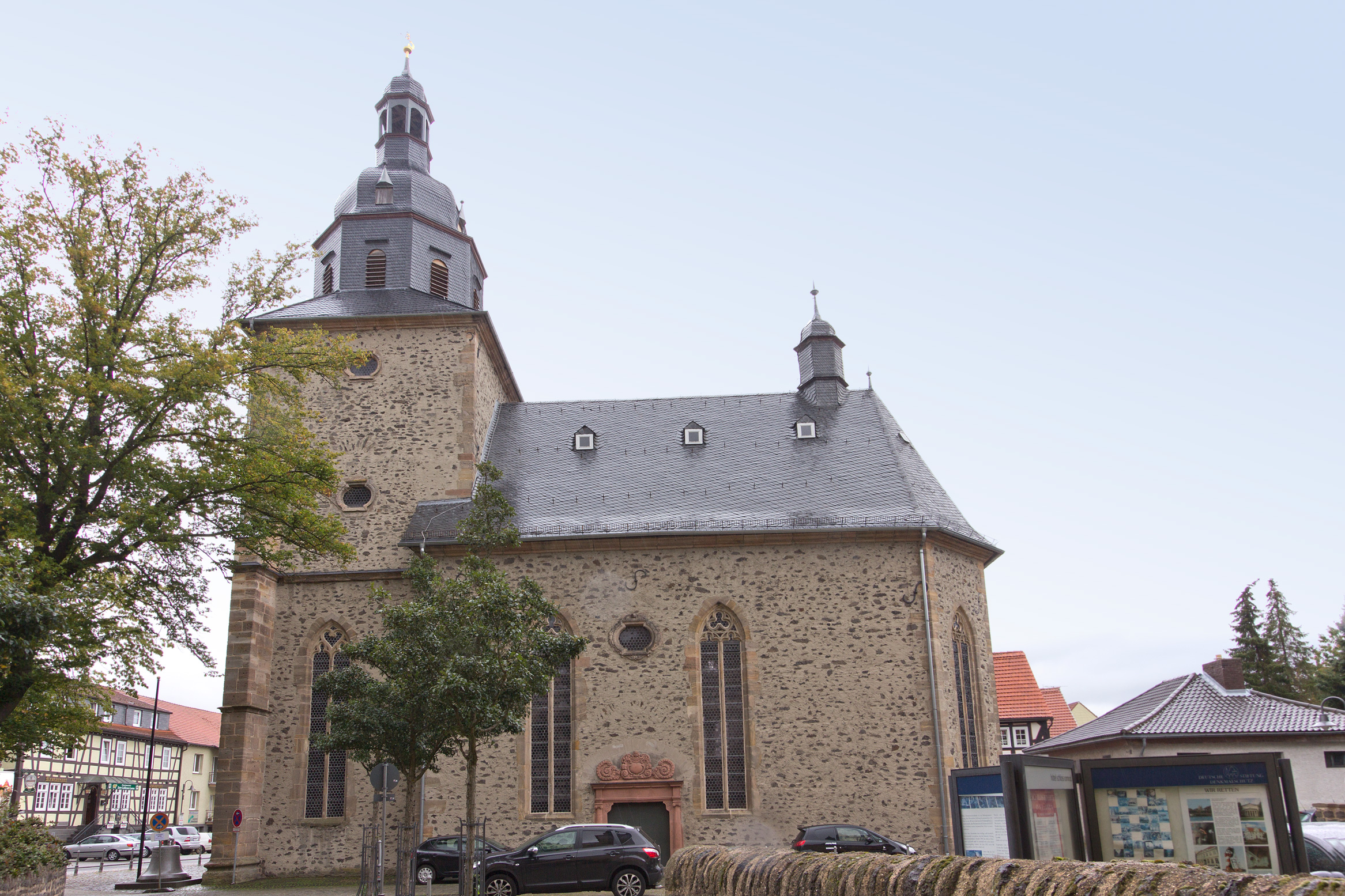
Evangelische Kirche (Romrod)

Die evangelische Kirche Romrod ist ein denkmalgeschütztes Kirchengebäude, das in Romrod steht, einer Kleinstadt im Vogelsbergkreis (Hessen). Die Kirchengemeinden Romrod und Oberrod gehören zum Dekanat Vogelsberg in der Propstei Oberhessen der Evangelischen Kirche in Hessen und Nassau.

## Beschreibung
Nach dem schon 1664 gefassten Beschluss des Landgrafen Ludwig VI. wurde 1676–80 der Rohbau der barocken Hofkirche durch den Steinmetz Adelhard Henckel aus unverputzten Bruchsteinen errichtet. Der Innenausbau wurde erst 1688–90 unter Landgraf Ernst Ludwig ausgeführt. Der Kirchturm im Westen wird von Strebepfeilern aus Quadermauerwerk gestützt. Sein schiefergedeckter Helm, bestehend aus einem achteckigen Aufsatz, einer glockenförmigen Haube und einer offenen Laterne wurde erst 1694 vollendet. An das Kirchenschiff der Saalkirche schließt sich im Osten ein Chor mit dreiseitigem Abschluss an. Die Sakristei, die wie ein Querhaus erscheint, wurde an der Nordseite des Chors angebaut. Auf dem Satteldach, das sich über das Kirchenschiff und den Chor erstreckt, erhebt sich im Bereich des Chors ein sechseckiger Dachreiter. 
Der mit einem hölzernen Tonnengewölbe überspannte Innenraum hatte ursprünglich dreistöckige Emporen. Die dritte Etage wurde 1967/69 entfernt. Die Patronatsloge vom Ende des 17. Jahrhunderts wurde 1886 von der zweiten Südempore an die Südwand neben den Eingang verlegt. Von der 1685 von Georg Henrich Wagner gebauten Orgel ist nur nach der Prospekt erhalten. Die Orgel wurde 1856 von Friedrich Wilhelm Bernhard erneuert. Sie hatte acht Register, ein Manual und ein Pedal. 1915 wurde sie durch eine Orgel der Gebrüder Bernhard ersetzt.